# ベルンハルト (バーデン＝ドゥルラハ辺境伯)
ベルンハルト（4世）（Bernhard (IV.), 1517年 - 1553年1月20日）は、バーデン＝プフォルツハイム辺境伯（在位：1552年9月26日 - 1553年1月20日）。

## 生涯
ベルンハルトは、バーデン＝プフォルツハイム辺境伯エルンストとその最初の妃エリーザベト・フォン・ブランデンブルク＝アンスバッハ＝クルムバッハの間に次男として生まれた。
兄アルブレヒトと同様、ベルンハルトも自堕落な生活を送ったとされ、野蛮な人物と評されていた。その悪評のため、父親とイングランド王ヘンリー8世の4番目の妻であるアン・オブ・クレーヴズの弟クレーフェ公ヴィルヘルム5世との間で行われていた、クレーフェ公の妹アマリアとの結婚交渉が中止された。1537年、ベルンハルトは父の息子たちに対する領土の分割案に反対し、特に異母弟カール2世の権利に反対し、父の再婚は貴賎結婚であったと主張した。1542年に兄アルブレヒトが亡くなると、父親は以前の対立を許し、ニーダー・バーデンを継承させると約束した。
1540年にバーゼル市の公民権を取得した。ベルンハルトは市に対して借金も負っていた。
ベルンハルトは1552年9月26日から亡くなるまでプフォルツハイムとドゥルラハの都市を含むニーダー・バーデンを統治し、異母弟のカール2世はオーバー・バーデンを統治した。しかし、1553年1月20日に急死したため、その統治は数か月しか続かなかった。ベルンハルトはプフォルツハイムの聖堂参事会教会に埋葬された。